# ネルソン・プルデンシオ
ネルソン・プルデンシオ（Nelson Prudêncio、1944年（昭和19年）4月4日 - 2012年（平成24年）11月23日）は、ブラジルの陸上競技選手。三段跳の選手として1968年
（昭和43年）メキシコオリンピックから3大会連続出場。メキシコ大会では優勝したソ連のヴィクトル・サネイエフに次いで銀メダル。ミュンヘン大会ではサネイエフ、東ドイツのイェルク・ドレーメルに次いで銅メダルを獲得した。
2012年（平成24年）11月23日、肺がんによる合併症のために死去。68歳没。

## 主な実績
| 年   | 大会                   | 場所                     | 種目   | 結果 | 記録   |
| ---- | ---------------------- | ------------------------ | ------ | ---- | ------ |
| 1967 | パンアメリカンゲームズ | ウィニペグ(カナダ)       | 三段跳 | 銀   | 16.45m |
| 1968 | オリンピック           | メキシコシティ(メキシコ) | 三段跳 | 銀   | 17.27m |
| 1971 | パンアメリカンゲームズ | カリ(コロンビア)         | 三段跳 | 銀   | 16.82m |
| 1972 | オリンピック           | ミュンヘン(西ドイツ)     | 三段跳 | 銅   | 17.05m |